# Trooz
Trooz är en kommun i Belgien.   Den ligger i provinsen Liège och regionen Vallonien, i den östra delen av landet, 100 km öster om huvudstaden Bryssel. Antalet invånare är 8 352.
Omgivningarna runt Trooz är en mosaik av jordbruksmark och naturlig växtlighet. Runt Trooz är det tätbefolkat, med 319 invånare per kvadratkilometer.